# Punta del Sebo

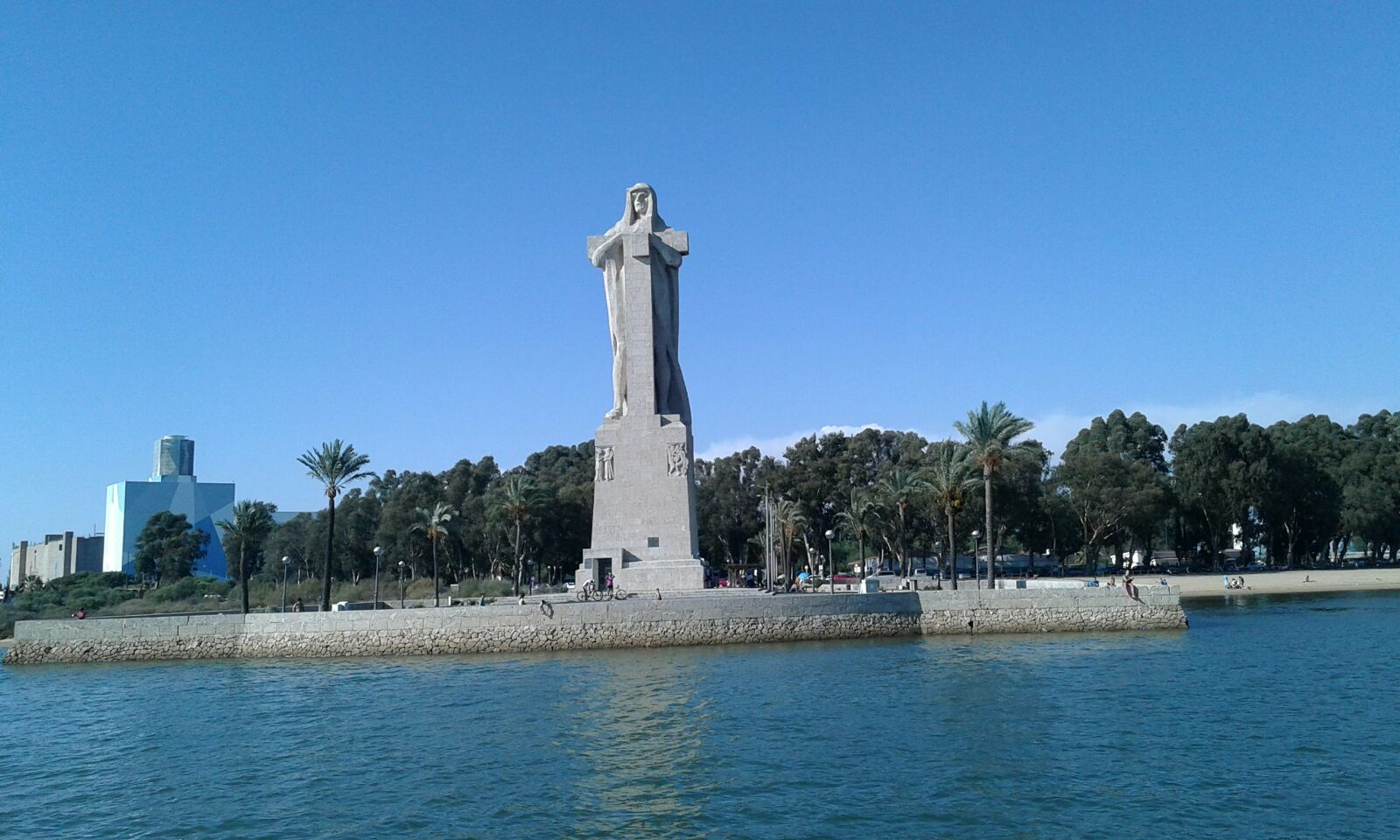
El monumento a Colón emplazado en punta del Sebo.

La punta del Sebo es una zona geográfica situada al sur del municipio español de Huelva, en la provincia homónima, en el punto exacto donde confluyen los ríos Odiel y Tinto. Se encuentra ubicada dentro del complejo industrial formado por el Polo Químico, concretamente, junto a las instalaciones de la central térmica Cristóbal Colón. Muy cerca de esta zona, desde el puerto del municipio de Palos de la Frontera, partió, en 1492, la expedición del viaje que supondría el descubrimiento de América. En la década de 1920 se escogió el área de punta del Sebo para erigir el monumento a Colón que había sido donado por Estados Unidos.

## Playa

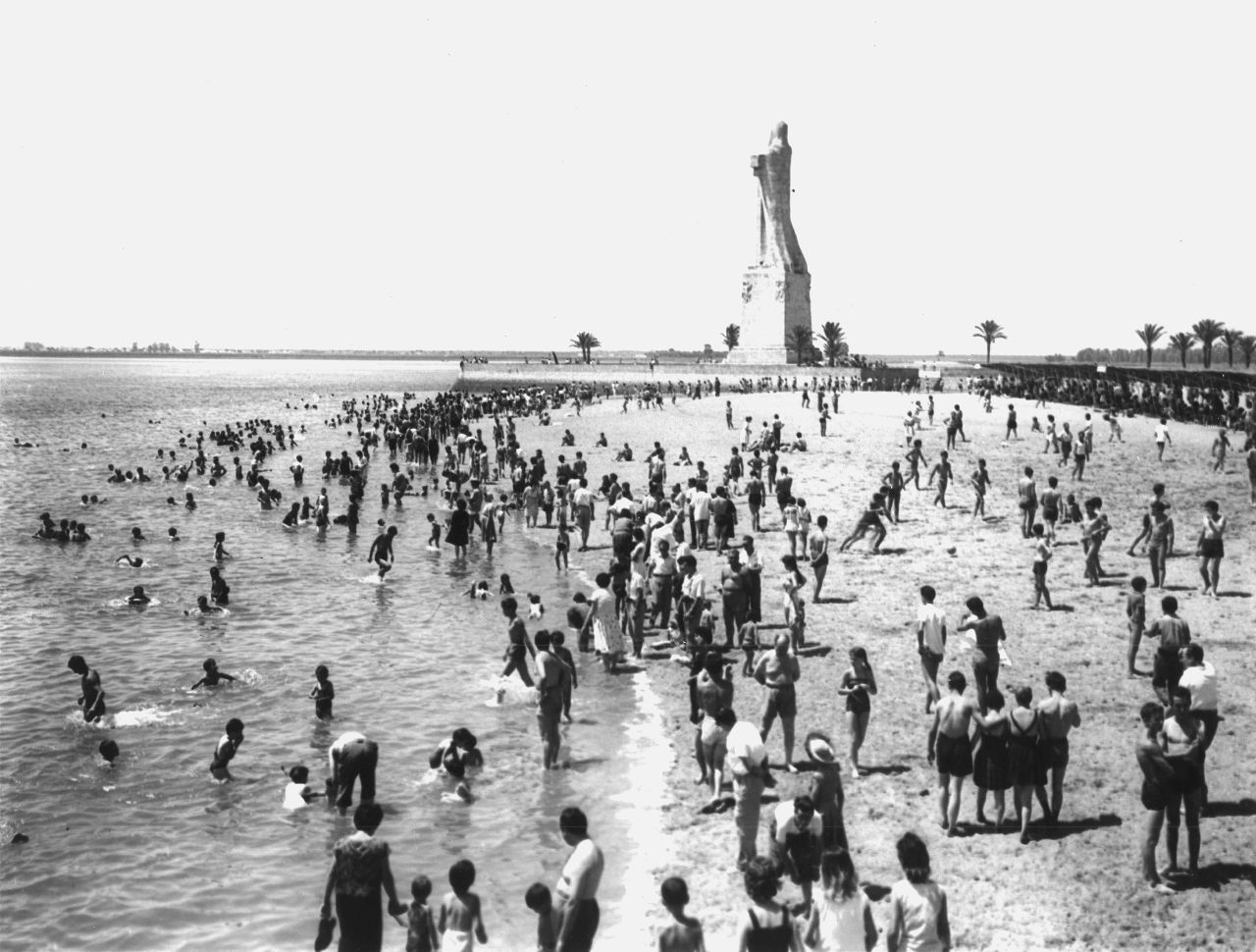
Vista de la playa en plena actividad.

Desde el siglo XIX la punta del Sebo empezó a convertirse en una popular zona de recreo, por lo que con los años acabaría estableciéndose una playa e instalaciones como baños, barracas de madera, etc. Para 1923 el Ayuntamiento de Huelva había mostrado interés por la instalación de unos baños gratuitos en la zona sur de la playa del río Odiel. Hacia mediados del siglo XX ya se había convertido en la principal área donde iban a veranear los onubenses. Durante algún tiempo funcionó un ferrocarril que enlazaba Huelva con la playa de punta del Sebo, convirtiéndose en un servicio muy popular. El trazado fue inaugurado en 1945 y se mantuvo operativo hasta 1959-1960. Tras el establecimiento del Polo Químico, durante la década de 1960, esta playa acabaría cayendo en declive en favor de otras zonas.